# Cheilosia formosana
Cheilosia formosana är en tvåvingeart som beskrevs av Tokuichi Shiraki 1930. Cheilosia formosana ingår i släktet örtblomflugor, och familjen blomflugor.
Artens utbredningsområde är Taiwan. Inga underarter finns listade i Catalogue of Life.